# Potencial Hardcore
Potencial Hardcore (PHC) est un label discographique indépendant espagnol, basé à Vallecas, Madrid. Le label, spécialisé dans les genres punk rock, oi! et ska, édite des groupes et artistes locaux idéalement politiques.

## Histoire
Potencial Hardcore est formé en 1986. En termes de groupe, et durant toute son existence, le label a vu défiler et aidé à lancer des piliers du punk rock espagnol comme Radikal HC, L'Odi Social, Espasmódicos, Segismundo Toxicómano, Sin Dios, Los Muertos de Cristo, El Noi del Sucre, et Habeas Corpus. Quelques médias citent Potencial Hardcore pour avoir significativement influencé la scène locale,.
Le label célèbre sa trentième année d'existence avec un concert spécial à La Ataya de Madrid, le 2 juillet 2016,,.